# Chuu-Lian Terng
Chuu-Lian Terng (Hualien, Taiwan, 1 de fevereiro de 1949) e uma matemática chinesa-estadunidense.
Terng estudou na Universidade Nacional de Taiwan, com o bacharelado em 1971, e a partir de 1972 na Universidade Brandeis, onde obteve um doutorado em 1976, orientada por Richard Palais, com a tese Natural vector bundles and natural differential operators. A partir de 1976 foi lecturer na Universidade da Califórnia em Berkeley, em 1978 foi professora assistente na Universidade de Princeton, em 1982 professora associada e em 1986 professora na Universidade do Nordeste.
Foi palestrante convidada do Congresso Internacional de Matemáticos em Madrid  (2006: Applications of loop group factorization to geometric soliton equations). É fellow da American Mathematical Society.

## Obras
- com Richard Palais Submanifold Geometry and Critical Point Theory, Springer Verlag 1988
- Editora Integrable systems, geometry and topology, AMS 2006
- mit Karen Uhlenbeck: Geometry of solitons, Notices AMS, 2000, Nr.1